# Hulubelu
Hulubelu és una caldera el·líptica de 4 km de llarg que es troba al sud-est de Sumatra. La caldera es troba a uns 700 metres sobre el nivell del mar i està envoltada de parets escarpades . El vulcanisme posterior a la caldera va formar cons centrals i volcans de flanc basàltics i andesítics. Hi ha presència de fumaroles, volcans de fang i aigües termals en diverses zones de la caldera. Es desconeix quan va tenir lloc la darrera erupció.